# Josep Xifré i Casas

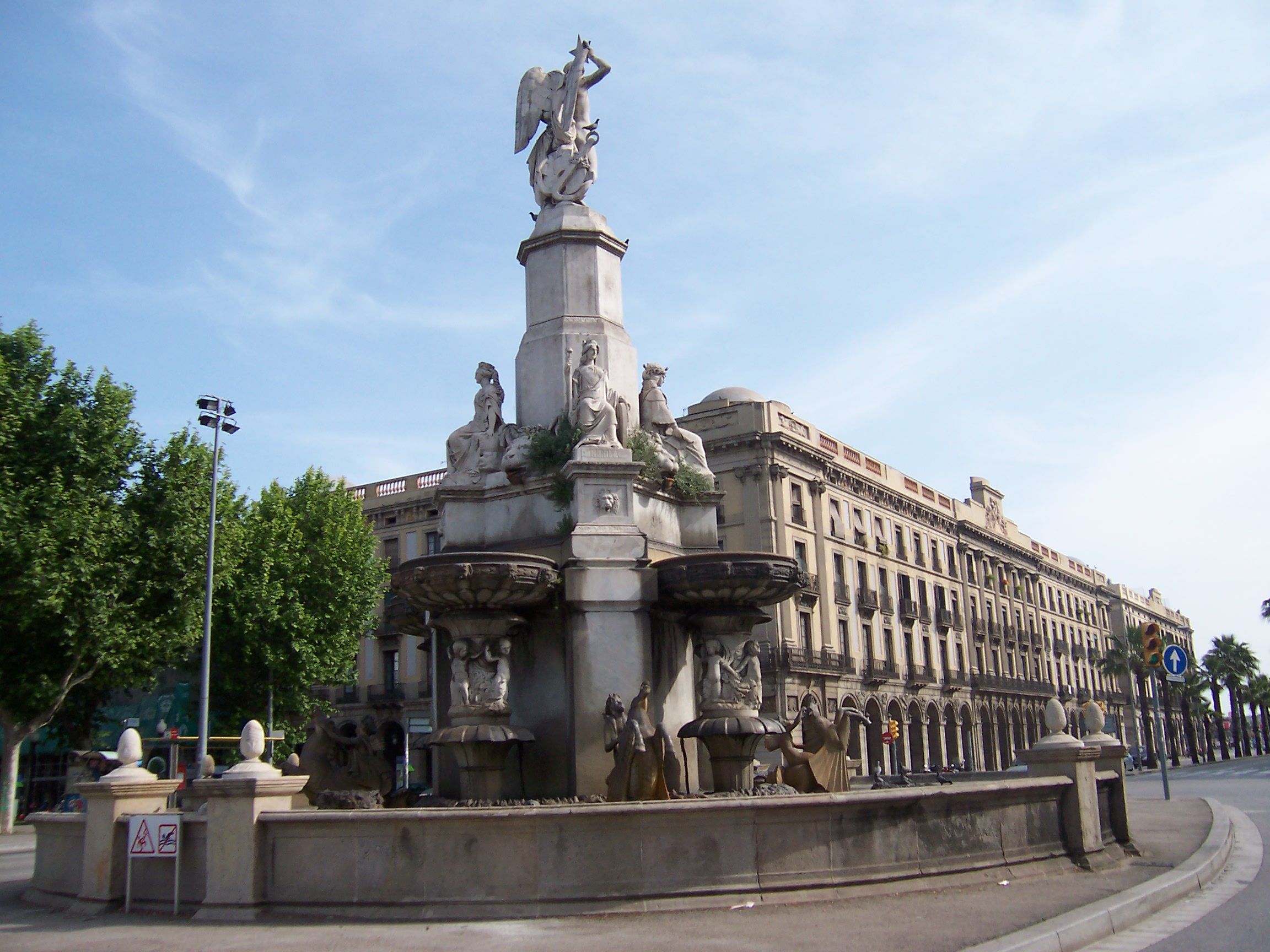
La Casa Xifré de Barcelona, darrera el monument del Pla del Palau

Josep Xifré i Casas (Arenys de Mar, 1777 – Barcelona, 7 d'agost de 1856) fou un home de negocis, negrer, filantrop i mecenes. Feu una gran fortuna a Cuba i als Estats Units. Quan es retirà a Barcelona, feu bastir les cases del Pla de Palau (1835), anomenades popularment els Porxos d'en Xifré i pagà un hospital a Arenys

## Biografia
Fill de Joan Baptista Xifré i Horta, mariner, i de Margarida Casas i Castelló. Nasqué a Arenys de Mar el 15 d'octubre de 1777 i fou batejat l'endemà a l'església de Santa Maria d'Arenys, amb els noms de Josep, Pau i Joan. Els seus padrins: l'avi patern, Josep Xifré, patró d'embarcació; i la seva tia Teresa Casas i Gelpí. Els seus germans: Domènec, Joan Baptista, Pau, Antoni i Llúcia. Dos moriren de petits. A Arenys de Mar hi passà la infància i la joventut, en el si d'una família pobra.
El seu pare va morir arruïnat pels negocis amb Amèrica. El 1789, emigrà a Cuba tot fugint dels creditors que perseguien la família, on trobà un ambient propici per a l'especulació comercial i al contraban, activitats que feren augmentar ràpidament la seva fortuna. Posteriorment, ell i el seu germà Domènec eixugaren els deutes paterns.
Comerciant, fabricant de cuirs i propietari de plantacions i de vaixells, i explotador de pells, sucre, cafè, aiguardent i rom, consolidà la seva riquesa fent de banquer (sense ser-ho). A més, hi ha qui diu que també es dedicà al tràfic d'esclaus.
El 1818 es casà amb Judith Downing, una jove de 17 anys hereva d'un ric comerciant americà d'origen irlandès, gràcies al qual superà la crisi econòmica de l'època, i amb ella tingué un fill: Josep Xifré Downing.
L'any 1823, els negocis dels Estats Units superaven els de l'Havana, de manera que es traslladà a Nova York, on a més participà en empreses i bancs de renom. Allí, dedicant-se a les finances, va aconseguir reunir una gran fortuna.
Tot i el seu desig de tornar a casa, l'aversió de la seva dona vers Barcelona el va mantenir durant un temps donant voltes per balnearis i grans ciutats europees. De tornada a Espanya, el 1831 va fixar la seva residència a Barcelona. Amb 60 anys va ser rebut amb grans honors al seu poble natal, Arenys de Mar. Ostentà molts càrrecs (des de cap de bombers fins a regidor de l'Ajuntament de Barcelona).
El 1854 la seva esposa va a viure amb ell, fins llavors s'estava a París. Va ser el català més ric del segle xix. En aquells moments la seva fortuna era de 120 milions de rals, és per això que es va posar de moda l'expressió "ser més ric que en Xifré".
Morí a Barcelona, a la seva Torre d'Horta, el 7 d'agost de 1856. El seu fill, Josep Xifré Downing gestionà el trasllat de les seves restes a la capella de l'hospital d'Arenys. Feu construir un magnífic panteó a Charles Alphonse Guméry, a qui conegué en una de les habituals estades a París i així, cinc anys després de la seva mort, el 7 d'agost de 1861, Xifré reposava en el panteó que té per inscripció: "Josep Xifré i Casas, qui, del seu patrimoni fundà aquesta casa per a la cura dels malalts".

## Mecenatge
Al cap de poc de tornar a Barcelona, hi bastí grans obres, com els Porxos d'en Xifré, on s'establí el famós restaurant 7 Portes, o la casa-fàbrica Ribes-Xifré. A més, feu edificar un gran hospital a Arenys de Mar, el 1849, seguint l'estil dels porxos.
En Xifré regalà 1.000 duros per destinar-los a l'Hospital d'Arenys, que a penes es podia mantenir, però l'Ajuntament els destinà al Teatre Principal, on s'havien de fer representacions per guanyar diners per a l'Hospital. En Xifré va enviar 1.000 duros més.
Així, Josep Xifré edificà un edifici que comptava amb 25 llits d'hospital, un asil i diverses aules.
A més, va subvencionar els treballs d'investigació de Mariano Cubí. Fou el que en diem un "indiano o americano".